# Abundisporus pubertatis
Abundisporus pubertatis är en svampart som först beskrevs av Lloyd, och fick sitt nu gällande namn av Parmasto 2000. Abundisporus pubertatis ingår i släktet Abundisporus och familjen Polyporaceae.   Inga underarter finns listade i Catalogue of Life.